# Alex Kessidis
Alexandros Michel Bjurberg Kessidis (23 marzo 1995) è un lottatore svedese, specializzato nella lotta greco-romana.

## Palmarès
- Mondiali

Nur-Sultan 2019: argento nei 77 kg.
- Europei

Roma 2020: bronzo nei 77 kg.
- Giochi europei

Minsk 2019: bronzo nei 77 kg.